# Cram-Chaban
 Cram-Chaban  es una población y comuna francesa, situada en la región de Poitou-Charentes, departamento de Charente Marítimo, en el distrito de La Rochelle y cantón de Courçon.

## Historia
La comuna se denominó Cramchaban hasta el 31 de diciembre de 2022.

## Demografía
| 559 | 619 | 503 | 534 | 516 | 515 |
| Para los censos de 1962 a 1999 la población legal corresponde a la población sin duplicidades (Fuente: INSEE [Consultar]) |     |     |     |     |     |